# روس أندرسون (متزحلق جبال الألب)
روس أندرسون (بالإنجليزية: Ross Anderson)‏ هو متزحلق جبال الألب أمريكي، ولد في 1971.

## وصلات خارجية
- الموقع الرسمي